# Rubén Soria
Rubén Soria (1935. január 23. –) uruguayi válogatott labdarúgó.
Az uruguayi válogatott tagjaként részt vett az 1962-es világbajnokságon.